# Krasnoarmeisk, Regiunea Moscova
Krasnoarmeisk (în rusă Жуко́вский) este un oraș în Regiunea Moscova, Federația Rusă, localizat la NE de Moscova și are o populație de 26.051 locuitori.